# Солдатки (фільм)
Солдатки — радянський художній фільм 1977 року, знятий на Одеській кіностудії.

## Сюжет
Три жінки, які під час війни були в евакуації, повертаються на батьківщину, везучи з собою важку скриню з запчастинами для тракторів. Труднощі, які довелося їм подолати, лягли в основу фільму.

## У ролях
- Ніна Ільїна — Феня Лавриненко
- Надія Пономаренко — Галя
- Лариса Удовиченко — Оленка
- Андрій Праченко — Кислий
- Олег Корчиков — Найдьонов
- Зінаїда Дехтярьова — Одарка
- Володимир Олексієнко — дід Карпо
- Віктор Поліщук — дід Харлампій
- Саша Костюченко — Сашко Гомін
- Саша Коломієць — Федя
- Жоробек Аралбаєв — Реземетов
- Олександр Кавалеров — Петя
- Марія Капніст — Марина
- В епізодах: Михайло Боярчук, Галина Друк, В. Запуніді, І. Зинкович, Ю. Краснопольський, Костя Лаптьонов, Володимир Лютий, Зана Ніколаєнко-Заноні, З. Помігалова, Михайло Синельний, Костянтин Степанков (Степанич), А. Тупица, Інга Третьякова (циганка)

## Знімальна група
- Сценарист: Михайло Циба
- Режисер-постановник: Валентин Козачков
- Оператор-постановник: Леонід Бурлака
- Художник-постановник: Олександр Токарєв
- Композитор: Борис Буєвський
- Режисери: В. Василевський, Лариса Ларіонова
- Оператор: В. Щукін
- Звукооператор: Діна Ясникова
- Режисер монтажу: Т. Римарьова
- Художник по костюмах: М. Струтіна
- Художник по гриму: Е. Тимофєєва
- Редактор: Василь Решетников
- Заслужений симфонічний оркестр українського телебачення та радіо, диригент — Вадим Гнєдаш
- Директор картини: Ю. Камінський